# Cá mang rổ
Cá mang rổ (hay bị gọi chệch thành cá măng rổ) (danh pháp khoa học: Toxotidae), hay còn được một số sách báo không chuyên ngành gọi là cá cung thủ (do dịch từ tiếng Anh: archerfish) là một họ cá chỉ gồm 1 chi duy nhất (Toxotes), gồm 7 loài phân bố ở vùng Ấn Độ Dương và Thái Bình Dương, từ Ấn Độ tới Philippines, Australia và Polynesia. Họ này theo truyền thống được đặt trong bộ Perciformes, nhưng gần đây được cho là xếp ở vị trí không xác định trong nhóm Carangimorphariae (= Carangimorpha/Carangaria).

## Đặc điểm sinh học
Cá mang rổ có thể sống trong cả môi trường nước ngọt lẫn nước mặn. Phần lớn thời gian chúng bơi gần mặt nước.
Cá mang rổ có đầu nhọn, miệng rộng, thân dẹt và thon dài. Loài cá mang rổ sọc Toxotes jaculatrix được biết đến nhiều nhất có chiều dài trung bình 18 cm ở tuổi trưởng thành. Có chiếc miệng có cấu tạo đặc biệt, nó có thể tạo ra áp suất lớn trong miệng để phun những tia nước mạnh vào mục tiêu
Cá mang rổ có khả năng bắt mồi bằng cách phun nước vào côn trùng và động vật nhỏ trên cây hoặc đất để chúng rơi xuống. Loài cá này có thể thực hiện những cú bắn chính xác ở khoảng cách đến 2m, nhờ khả năng hạ gục con mồi chính xác ở khoảng cách xa cá măng rổ còn được gọi là cá cung thủ và chúng có thể được so sánh như những nhà vô địch Thế vận hội trong môn bắn cung.
Cá mang rổ đã tận dụng động lực học của nước để tạo ra lực phun chứ không đơn thuần là dùng những phần cơ nội tại trên cơ thể, cụ thể khi phun nước cá mang rổ đã điều chỉnh vận tốc tia nước trong lúc phun để biến đổi hình dạng tia nước khi di chuyển trên không. Luồng nước phun ra mạnh gấp 6 lần so với lực cơ hàm của cá. Một cú phun của loài cá này đủ hạ gục con mồi đang trên cây và rơi ngay xuống nước.

## Các loài
- Toxotes blythii - Phân bố: Myanma.
- Toxotes chatareus - cá mang rổ. Phân bố: châu Á và châu Đại Dương: Từ Sri Lanka và Ấn Độ tới New Guinea và miền bắc Australia. Có ở Việt Nam.
- Toxotes jaculatrix - cá mang rổ gia cu. Phân bố: Từ Ấn Độ về phía đông tới Việt Nam, Philippines, và phía nam tới Indonesia, Vanuatu, quần đảo Solomon, Papua New Guinea, miền bắc Australia.
- Toxotes kimberleyensis - cá mang rổ Kimberley. Phân bố: Khu vực Kimberley, miền tây Australia.
- Toxotes lorentzi - cá mang rổ nguyên thủy. Phân bố: châu Đại Dương, nam trung New Guinea và Australia. Có ghi nhận ở Indonesia.
- Toxotes microlepis - cá mang rổ vảy nhỏ. Phân bố: lưu vực sông Mê Kông và Chao Phraya, Việt Nam, bán đảo Mã Lai, Sumatra và Borneo.
- Toxotes oligolepis - cá mang rổ miền tây. Phân bố: quần đảo Molucca và có lẽ có ở Philippines.

## Hình ảnh

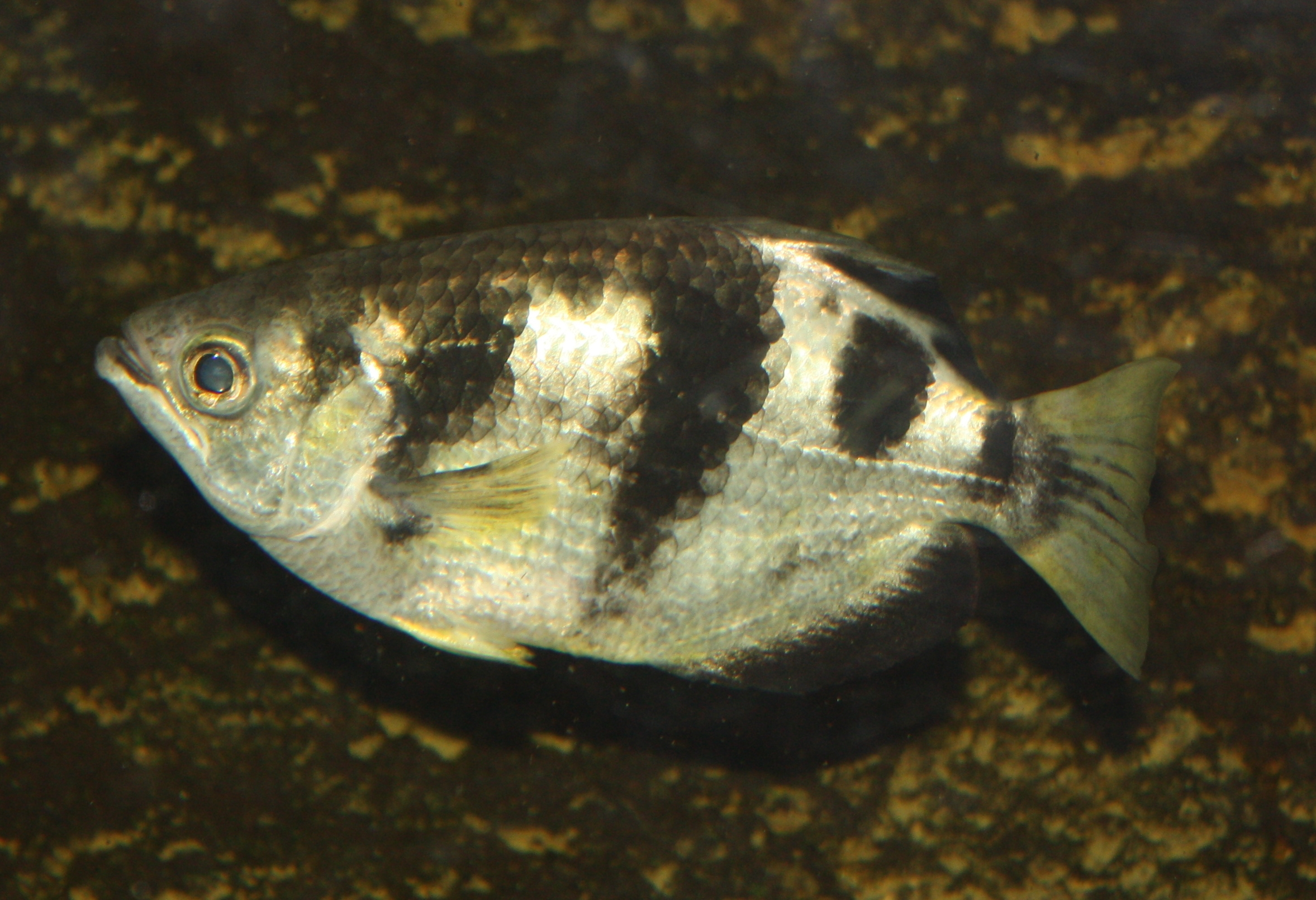
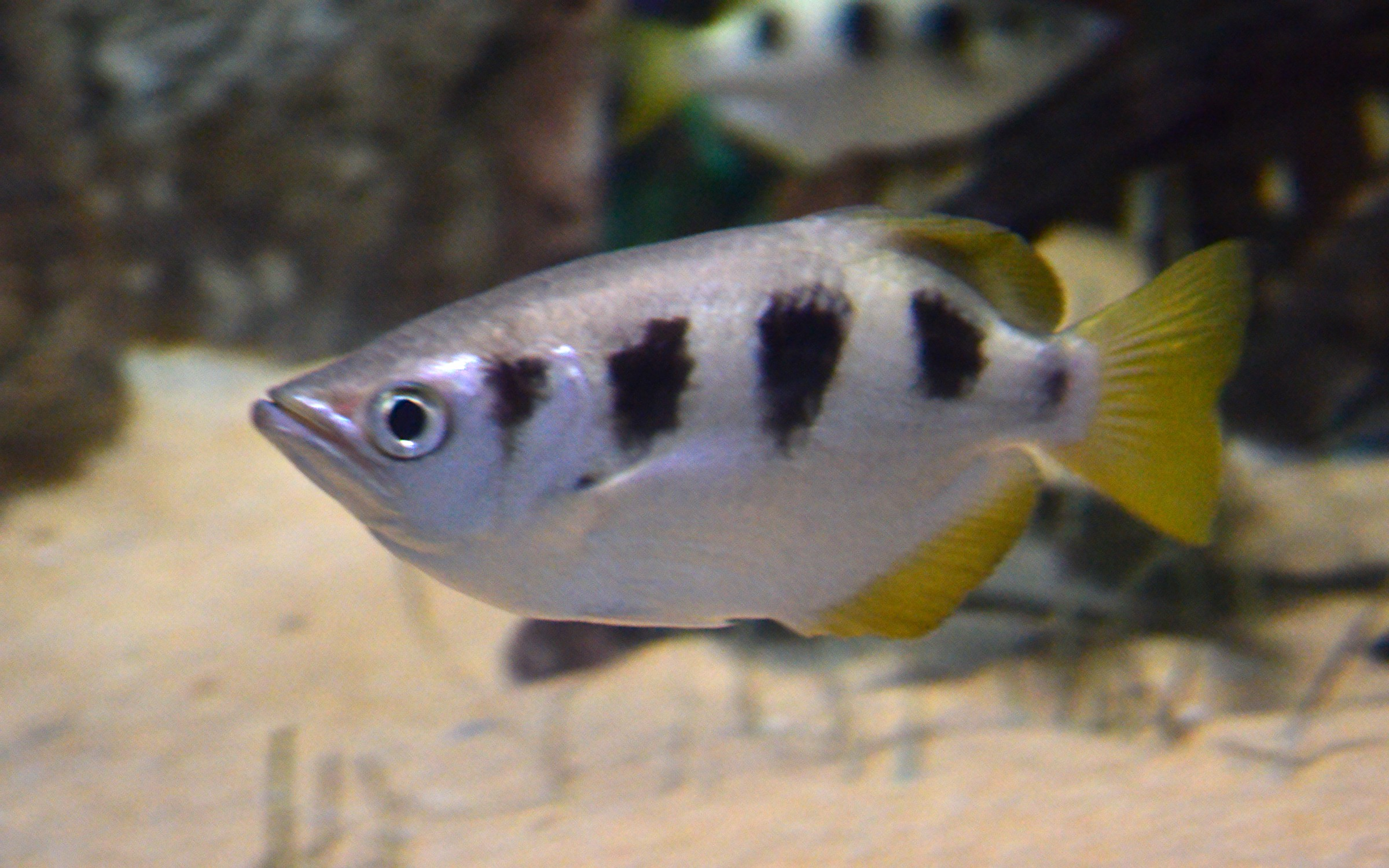
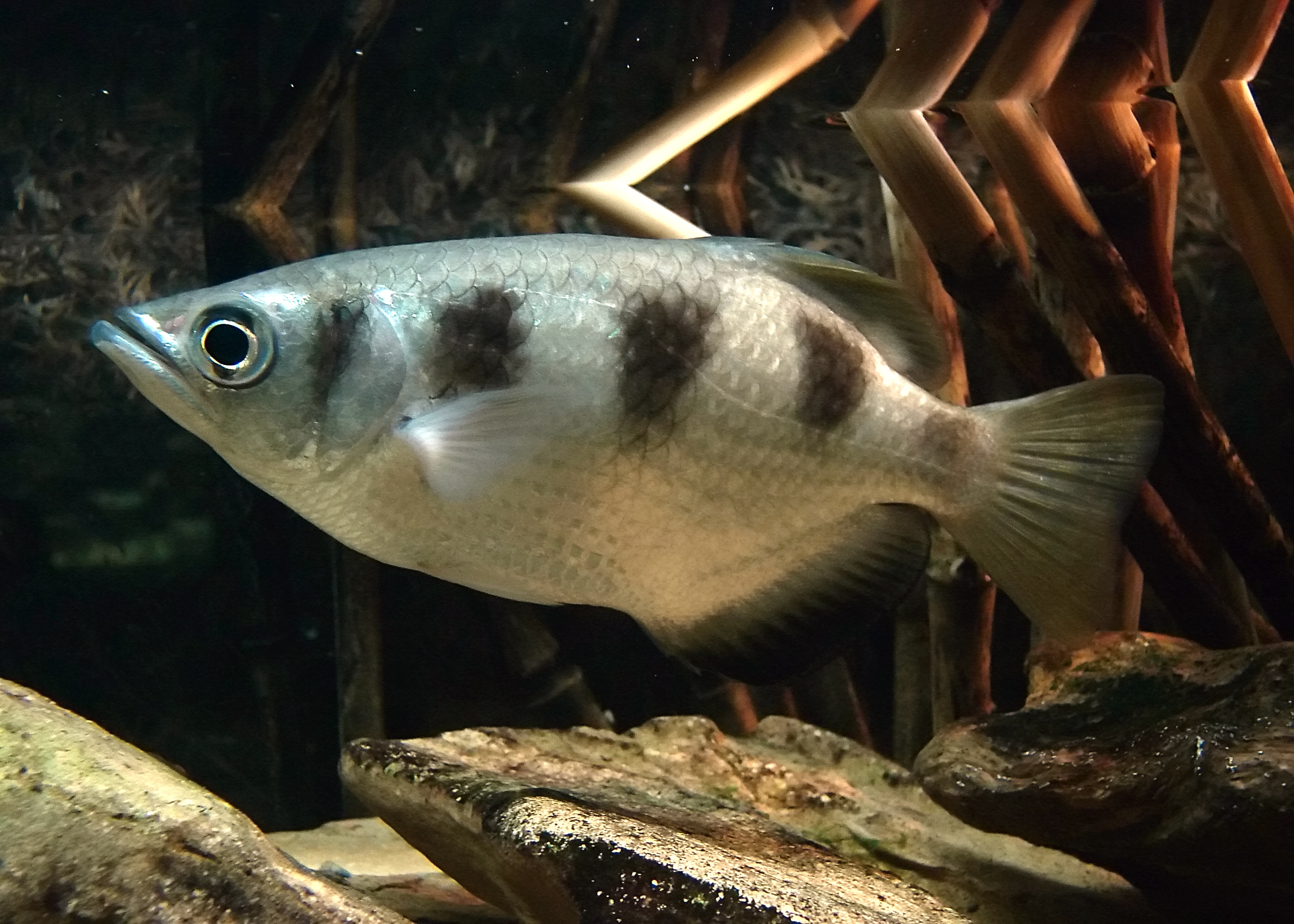
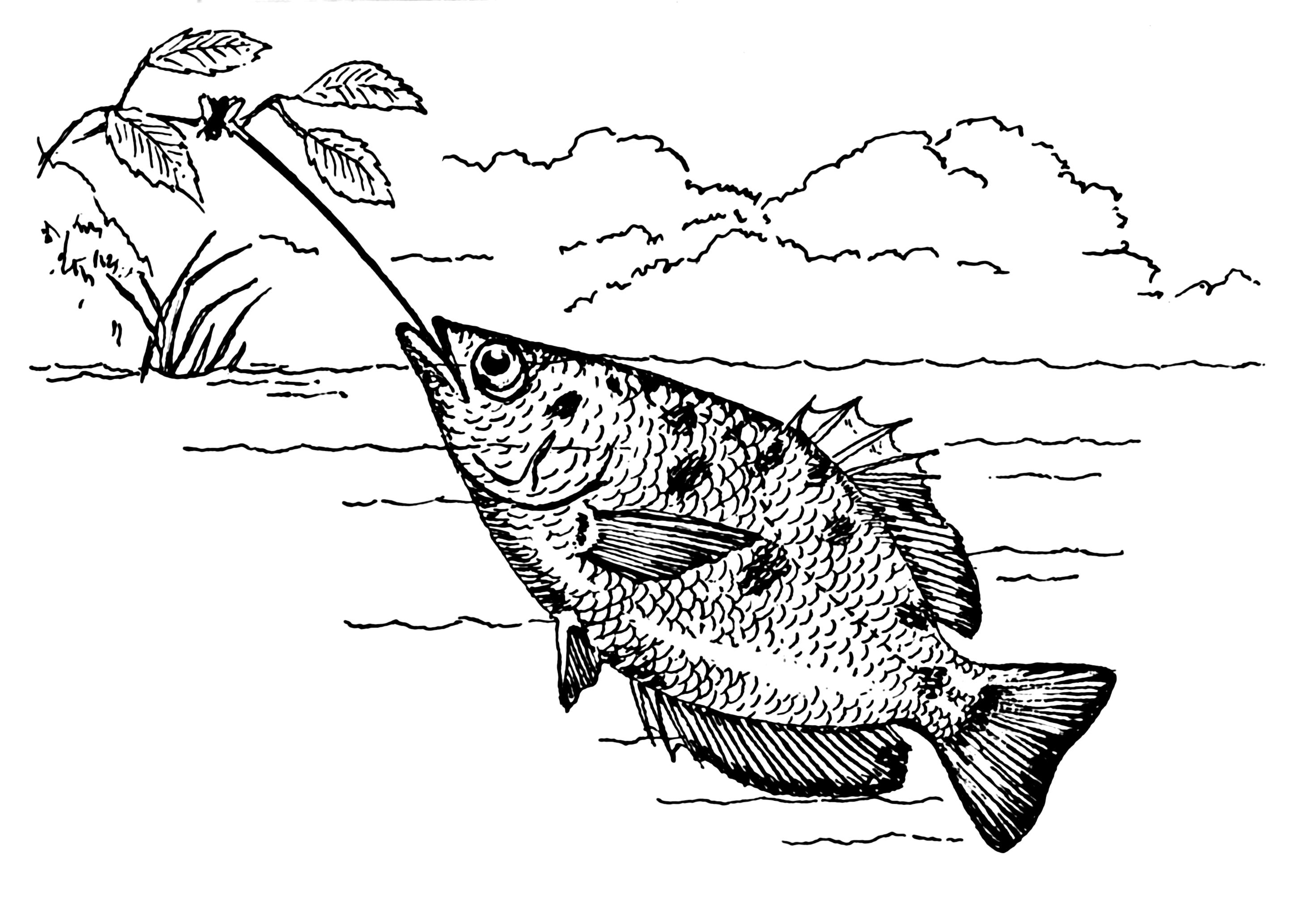